# Bâtiment du lycée de Smederevo
Le bâtiment du lycée de Smederevo (en serbe cyrillique : Зграда Гимназије у Смедереву ; en serbe latin : Zgrada Gimnazije u Smederevu) se trouve à Smederevo, dans le district de Podunavlje, en Serbie. Il est inscrit sur la liste des monuments culturels protégés de la république de Serbie (identifiant no SK 553).

## Présentation

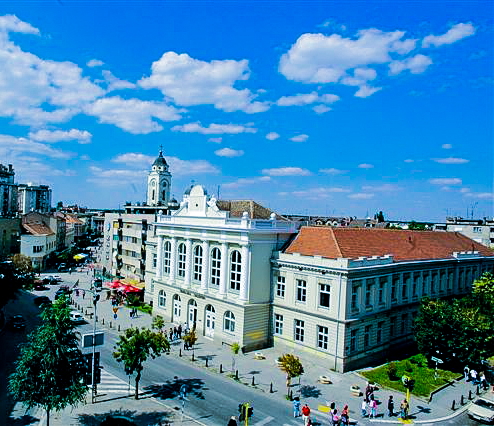
Vue d'ensemble du lycée.

Le bâtiment a été construit à l'initiative de Dimitrije Dina Mančić (1827-1882), un bienfaiteur de Smederevo qui a légué une partie de ses biens pour construire un lycée. Il a été construit en 1904 selon des plans de l'architecte Milorad Ruvidić, sur le site d'une ancienne taverne. À l'origine, il a été conçu dans l'esprit symétrique du style néo-classique, avec un rez-de-chaussée simple et un étage doté de décorations plastiques. De ce travail, seule une aile dans la rue Save Nemanjića subsiste aujourd'hui.
En 1934-1935, le lycée a été remanié, avec l'introduction d'une nouvelle symétrie, créée par une avancée centrale massive qui en a modifié l'aspect d'origine ; cette avancée de style néo-classique est dotée de piliers colossaux et d'un attique décoré par deux figures, masculine et féminine, de style néo-baroque.